# Xbohom
Xbohom är en ort i Mexiko.   Den ligger i kommunen Tizimín och delstaten Yucatán, i den östra delen av landet, 1 200 km öster om huvudstaden Mexico City. Xbohom ligger 17 meter över havet och antalet invånare är 106.
Terrängen runt Xbohom är mycket platt. Runt Xbohom är det glesbefolkat, med 16 invånare per kvadratkilometer. Närmaste större samhälle är Tizimín, 4,8 km sydost om Xbohom. Trakten runt Xbohom består till största delen av jordbruksmark.